# Акира Огата
Акира Огата е японски химик, синтезирал първи метамфетамин в кристална форма през 1919 г.

## Научна кариера
Роден е на 26 октомври 1887 г. в префектура Осака, Япония. През 1912 г. завършва Медицинския факултет на Токийския университет. През 1919 г. получава диплом от Хумболтовия университет в Берлин, където извършва фармакологични експерименти. През 1920 г. е назначен за асистент в Медицинския факултет на Токийския университет и преподава там до 1948 г.